# محمد المنصور (ممثل سعودي)
محمد المنصور (10 يونيو 1960 -)، ممثل سعودي. قدم العديد من الأعمال
وكانت بدايته من خلال الأندية الصيفية وذلك في العام 1971 وقدم أول عمل له مع جمعية الثقافة والفنون عام 1980.

## أعماله
- طاش ما طاش
- وعاد قلبي إلى هناك
- عذاب
- كلام الناس
- نساء من زجاج
- أم الحالة
- أيام السراب
- الماشي
- عودة الطيور
- أيام وليالي
- بيني وبينك
- غشمشم 6
- سواق المعازيب
- المقطار
- عوانس سيتي
- عمشة بنت عماش
- دولاب الزمن
- وينك يادرب الغنيمة
- الغربال
- حلاب الذر
- جلثم وميثا
- العولمه

## وصلات خارجية
- محمد المنصور على موقع قاعدة بيانات الأفلام العربية